# 빌처럼 되세요

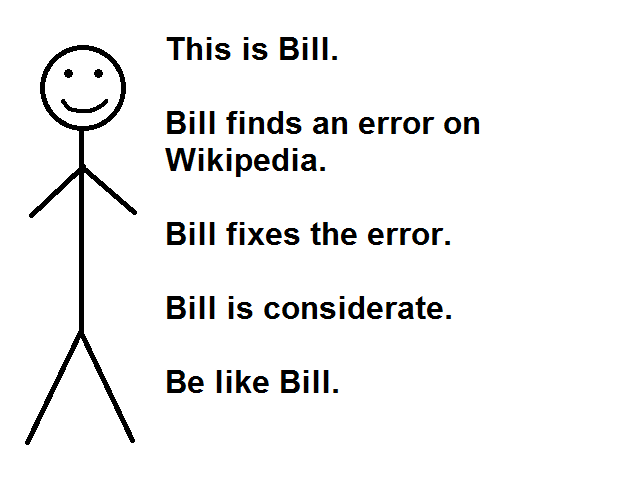
'빌처럼 되세요'의 예

빌처럼 되세요(영어: Be like Bill)는 미국에서 2015년부터 시작된 SNS 밈이다.

## 밈
빌처럼 되세요의 빌은 간단한 졸라맨 모양의 인물이다. 빌처럼 되세요의 내용은 "빌은 채식주의자입니다. 다른 사람에게 그 사실을 떠들고 다니지 않습니다. 빌은 똑똑합니다. 빌처럼 되세요."와 같은 유형을 띈다. 종종 빌처럼 되세요는 사람들이 자신을 성가시게 하는 사람들에게 수동적인 방법으로 공격성을 표현하려는 수단으로 생각되기도 한다 하지만 빌처럼 되세요는 "밈을 통해 자신의 개인적인 주장을 개진하려는 추잡한 수단으로" 비판받기도 한다.(Posting memes about other people’s posting habits seems like a poor way to make a point) 
빌처럼 되세요는 현재 Facebook 페이지가 있으며 2016년 1월 25일 기준 1만 5,000명이 좋아요를 눌렀다.

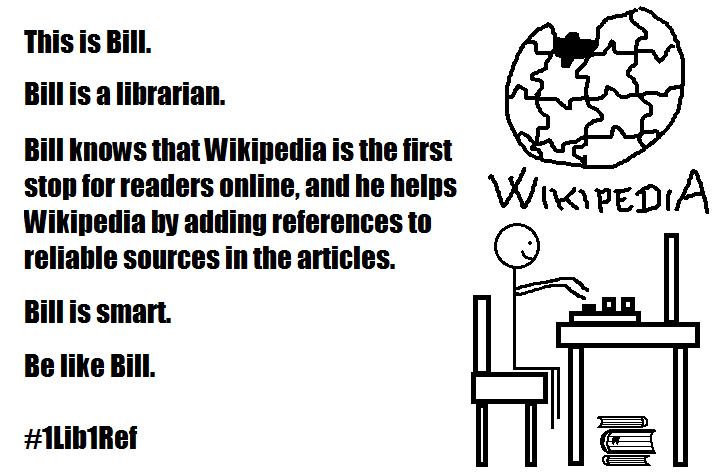
빌처럼 되세요의 변형 (#1lib1ref 캠페인)

### 변형
빌처럼 되세요는 다양한 외국어 버젼으로 퍼져나갔다. 아랍어에선 Bilal로,  말레이시아에선 Rashid로, 스페인 호세라는 이름으로, 러시아에선 Петя(페티야)라는 이름으로 변형되었다. 또한 아프가니스탄에서 다리어와 파슈토어로, 필리핀에서는 타갈로그어로 만들어졌다.
남성인 '빌처럼 되세요' 외에도 여성인 '에밀리처럼 되세요'라는 변형도 존재한다.